# Brachystegia boehmii
Brachystegia boehmii Taub. è una pianta della famiglia delle Fabacee (sottofamiglia Detarioideae), nativa dell'Africa.

## Descrizione
È una pianta perenne a portamento arboreo.

## Distribuzione e habitat
È una specie nativa dell'Africa (presente in Angola, Botswana, Malawi, Mozambico, Tanzania, Zaire, Zambia e Zimbabwe).

## Tassonomia

### Ibridi
Può dare luogo ai seguenti ibridi:
- Brachystegia × welwitschii Taub., 1894  (B. boehmii × B. longifolia)[4]